# Brachytarsophrys carinense
Brachytarsophrys carinense es una especie  de anfibios de la familia Megophryidae.

## Distribución geográfica
Se encuentra en Birmania, Tailandia y China.

## Estado de conservación
Se encuentra amenazada de extinción por la pérdida de su hábitat natural.